# Lophothripa vitea
Lophothripa vitea är en fjärilsart som beskrevs av Swinhoe 1885. Lophothripa vitea ingår i släktet Lophothripa och familjen trågspinnare. Inga underarter finns listade i Catalogue of Life.